# Crocus moabiticus
Crocus moabiticus là một loài thực vật có hoa trong họ Diên vĩ. Loài này được Bornm. miêu tả khoa học đầu tiên năm 1912.